# Maskeribis
De maskeribis (Phimosus infuscatus) is een vogel uit de familie Threskiornithidae (ibissen en lepelaars).

## Verspreiding en leefgebied
Deze soort komt wijdverspreid voor in Zuid-Amerika en telt drie ondersoorten:
- Phimosus infuscatus berlepschi: noordelijk Zuid-Amerika.
- Phimosus infuscatus nudifrons: centraal en zuidelijk Brazilië.
- Phimosus infuscatus infuscatus: van oostelijk Bolivia tot Paraguay, Uruguay en centraal Argentinië.